# Pierre F. Brault
Pour les articles homonymes, voir Brault.
Pierre F. Brault est un compositeur québécois né le 3 août 1939 à Montréal, et mort le  14 janvier 2014 à l'âge de 74 ans à Sherbrooke (Québec, Canada).

## Filmographie
- 1966 : Rouli-roulant
- 1966 : The Animal Movie
- 1966 : Alphabet
- 1967 : The Indian Speaks
- 1967 : A Child in His Country
- 1967 : Better Housing for British Columbia
- 1968 : Épisode
- 1968 : De mère en fille
- 1968 : Cosmic Zoom
- 1968 : Boomsville
- 1968 : Le Viol d'une jeune fille douce
- 1969 : Sheer Sport
- 1969 : Wow
- 1970 : Cross-country Skiing
- 1970 : Red
- 1971 : L'Exil
- 1971 : Stop
- 1972 : Under the Rainbow
- 1972 : Les Indrogables
- 1972 : Le Temps d'une chasse
- 1972 : La Vraie Nature de Bernadette
- 1973 : Souris, tu m'inquiètes (moyen métrage) de Aimée Danis
- 1973 : Passage
- 1973 : Nébule
- 1973 : Horsing Around
- 1974 : La Faim
- 1977 : Panique
- 1980 : The Juggler
- 1980 : La Bien-aimée (The Beloved)
- 1981 : Kings and Desperate Men: A Hostage Incident
- 1982 : Une journée en taxi
- 1983 : La Plante
- 1985 : Ah! Vous dirai-je, maman
- 1987 : Itinerary
- 1989 : Felicity
- 1989 : Anniversary
- 1992 : Papa

## À la télévision
- 1977 : Passe-Partout